# Stigmonose
La stigmonose est un terme générique, employé pour désigner un symptôme : une moucheture ou criblure de la feuille, laissée par les points de piqûres d'insectes que l'on peut observer sur les feuilles ou les fruits. Chacun des points, souvent décolorés ou translucides, correspondant à une cellule du parenchyme vidée de sa substance. On observe ce phénomène sur des plantes attaquées par des insectes piqueurs, principalement des hémiptères (cicadelles et pucerons) et des thysanoptères (thrips). Les lésions peuvent s'étendre au-delà du point de piqûre.